# 李伯虎
李伯虎（1938年11月27日—），男，汉族，上海人，中国计算机仿真与计算机集成制造专家，中国工程院院士。

## 生平
2001年，获选中国工程院信息与电子工程学部院士。